# Euryophion adustus
Euryophion adustus är en stekelart som först beskrevs av Henry Keith Townes, Jr. 1971.  Euryophion adustus ingår i släktet Euryophion och familjen brokparasitsteklar. Inga underarter finns listade i Catalogue of Life.